# Willi Tillmans
Willi Tillmans (* 20. November 1888 in Düsseldorf; † 25. März 1985 in Hagen) war ein deutscher Kunstmaler.

## Leben
Willi Tilmans wuchs in Düsseldorf auf und wurde schon mit 16 Jahren (1911) in die Düsseldorfer Kunstakademie aufgenommen. Nach Durchlaufen der Fachgebiete „Gipsklasse“ und „Antikensaal“, als Vorstufen zur Malerei unentbehrlich, stieg er in die Landschaftsklasse auf, wo Professor Eugen Dücker sein Lehrer wurde. Dücker prägte die deutsche Landschaftsmalerei über Jahrzehnte entscheidend nach dem Leitsatz: Treue gegen die Natur. Willi Tillmans übernahm ebenfalls Wesentliches von diesem Lehrer und fand erst später durch direkten und intensiven Kontakt zur Natur seinen eigenen unverwechselbaren Stil.
Schon vor dem Ersten Weltkrieg war Tillmans mehrfach Gast im Wesetal (Seitental der Eder: Frebershausen – Gellershausen – Kleinern – Giflitz) und lernte so die Landschaft kennen und lieben, die später seine Heimat werden sollte. Bereits 1919 baute er sich ein Atelier in Kleinern. Unter zunächst kargen Verhältnissen musste er seine Familie ernähren. So erzählte er zum Beispiel einmal: „Für ein Stück Speck habe ich manchmal den Kindern im Dorf die Haare geschnitten, wir hatten ja nichts…“
Die zahlreichen Werke von Tillmans – Ölbilder, Aquarelle, Graphiken – zeigen vorwiegend Motive aus dem Raum Waldeck. Zu seinem hohen Bekanntheitsgrad trugen auch die Zeichnungen im Kalendarium und zu Geschichten im Waldeckischen Landeskalender bei. Von 1942 bis 1945 erteilte Tillmans Kunstunterricht an der Oberschule zu Bad Wildungen und nach dem Krieg einige Jahre am Fröbel-Seminar, einer Ausbildungsstätte für Kindergärtnerinnen. Bis weit in die 1950er Jahre war er in der Region gut bekannt.
Am 25. März 1985 starb Willi Tillmans im Alter von 96 Jahren in Hagen. Sein Atelier wurde im Kurmuseum in Bad Wildungen originalgetreu aufgebaut, ein Teil seiner Bilder aus dem Nachlass wird dort aufbewahrt.